# Lijst van Sphaerodactylidae
Onderstaand een lijst van alle soorten Sphaerodactylidae. Er zijn 229 soorten in twaalf geslachten, twee geslachten zijn monotypisch en worden slechts vertegenwoordigd door een enkele soort. 
- Soort Aristelliger barbouri
- Soort Aristelliger cochranae
- Soort Aristelliger expectatus
- Soort Aristelliger georgeensis
- Soort Aristelliger hechti
- Soort Aristelliger lar
- Soort Aristelliger nelsoni
- Soort Aristelliger praesignis
- Soort Aristelliger reyesi
- Soort Chatogekko amazonicus
- Soort Coleodactylus brachystoma
- Soort Coleodactylus elizae
- Soort Coleodactylus meridionalis
- Soort Coleodactylus natalensis
- Soort Coleodactylus septentrionalis
- Soort Euleptes europaea
- Soort Gonatodes albogularis
- Soort Gonatodes alexandermendesi
- Soort Gonatodes annularis
- Soort Gonatodes antillensis
- Soort Gonatodes astralis
- Soort Gonatodes atricucullaris
- Soort Gonatodes castanae
- Soort Gonatodes caudiscutatus
- Soort Gonatodes ceciliae
- Soort Gonatodes chucuri
- Soort Gonatodes concinnatus
- Soort Gonatodes daudini
- Soort Gonatodes eladioi
- Soort Gonatodes falconensis
- Soort Gonatodes hasemani
- Soort Gonatodes humeralis
- Soort Gonatodes infernalis
- Soort Gonatodes lichenosus
- Soort Gonatodes ligiae
- Soort Gonatodes machelae
- Soort Gonatodes nascimentoi
- Soort Gonatodes naufragus
- Soort Gonatodes ocellatus
- Soort Gonatodes petersi
- Soort Gonatodes purpurogularis
- Soort Gonatodes rayito
- Soort Gonatodes riveroi
- Soort Gonatodes rozei
- Soort Gonatodes seigliei
- Soort Gonatodes superciliaris
- Soort Gonatodes taniae
- Soort Gonatodes tapajonicus
- Soort Gonatodes timidus
- Soort Gonatodes vittatus
- Soort Lepidoblepharis buchwaldi
- Soort Lepidoblepharis colombianus
- Soort Lepidoblepharis conolepis
- Soort Lepidoblepharis duolepis
- Soort Lepidoblepharis emberawoundule
- Soort Lepidoblepharis festae
- Soort Lepidoblepharis grandis
- Soort Lepidoblepharis heyerorum
- Soort Lepidoblepharis hoogmoedi
- Soort Lepidoblepharis intermedius
- Soort Lepidoblepharis microlepis
- Soort Lepidoblepharis miyatai
- Soort Lepidoblepharis montecanoensis
- Soort Lepidoblepharis nukak
- Soort Lepidoblepharis peraccae
- Soort Lepidoblepharis rufigularis
- Soort Lepidoblepharis ruthveni
- Soort Lepidoblepharis sanctaemartae
- Soort Lepidoblepharis victormartinezi
- Soort Lepidoblepharis williamsi
- Soort Lepidoblepharis xanthostigma
- Soort Pristurus abdelkuri
- Soort Pristurus adrarensis
- Soort Pristurus carteri
- Soort Pristurus celerrimus
- Soort Pristurus collaris
- Soort Pristurus crucifer
- Soort Pristurus flavipunctatus
- Soort Pristurus gallagheri
- Soort Pristurus guichardi
- Soort Pristurus insignis
- Soort Pristurus insignoides
- Soort Pristurus longipes
- Soort Pristurus masirahensis
- Soort Pristurus mazbah
- Soort Pristurus minimus
- Soort Pristurus obsti
- Soort Pristurus ornithocephalus
- Soort Pristurus phillipsii
- Soort Pristurus popovi
- Soort Pristurus rupestris
- Soort Pristurus saada
- Soort Pristurus samhaensis
- Soort Pristurus schneideri
- Soort Pristurus simonettai
- Soort Pristurus sokotranus
- Soort Pristurus somalicus
- Soort Pseudogonatodes barbouri
- Soort Pseudogonatodes furvus
- Soort Pseudogonatodes gasconi
- Soort Pseudogonatodes guianensis
- Soort Pseudogonatodes lunulatus
- Soort Pseudogonatodes manessi
- Soort Pseudogonatodes peruvianus
- Soort Quedenfeldtia moerens
- Soort Quedenfeldtia trachyblepharus
- Soort Saurodactylus brosseti
- Soort Saurodactylus elmoudenii
- Soort Saurodactylus fasciatus
- Soort Saurodactylus harrisii
- Soort Saurodactylus mauritanicus
- Soort Saurodactylus slimanii
- Soort Saurodactylus splendidus
- Soort Sphaerodactylus alphus
- Soort Sphaerodactylus altavelensis
- Soort Sphaerodactylus argivus
- Soort Sphaerodactylus argus
- Soort Sphaerodactylus ariasae
- Soort Sphaerodactylus armasi
- Soort Sphaerodactylus armstrongi
- Soort Sphaerodactylus asterulus
- Soort Sphaerodactylus beattyi
- Soort Sphaerodactylus becki
- Soort Sphaerodactylus bromeliarum
- Soort Sphaerodactylus caicosensis
- Soort Sphaerodactylus callocricus
- Soort Sphaerodactylus celicara
- Soort Sphaerodactylus cinereus
- Soort Sphaerodactylus clenchi
- Soort Sphaerodactylus cochranae
- Soort Sphaerodactylus continentalis
- Soort Sphaerodactylus copei
- Soort Sphaerodactylus corticola
- Soort Sphaerodactylus cricoderus
- Soort Sphaerodactylus cryphius
- Soort Sphaerodactylus dacnicolor
- Soort Sphaerodactylus darlingtoni
- Soort Sphaerodactylus difficilis
- Soort Sphaerodactylus dimorphicus
- Soort Sphaerodactylus docimus
- Soort Sphaerodactylus dunni
- Soort Sphaerodactylus elasmorhynchus
- Soort Sphaerodactylus elegans
- Soort Sphaerodactylus elegantulus
- Soort Sphaerodactylus epiurus
- Soort Sphaerodactylus exsul
- Soort Sphaerodactylus fantasticus
- Soort Sphaerodactylus gaigeae
- Soort Sphaerodactylus gilvitorques
- Soort Sphaerodactylus glaucus
- Soort Sphaerodactylus goniorhynchus
- Soort Sphaerodactylus grandisquamis
- Soort Sphaerodactylus graptolaemus
- Soort Sphaerodactylus guanajae
- Soort Sphaerodactylus heliconiae
- Soort Sphaerodactylus homolepis
- Soort Sphaerodactylus inaguae
- Soort Sphaerodactylus inigoi
- Soort Sphaerodactylus intermedius
- Soort Sphaerodactylus kirbyi
- Soort Sphaerodactylus klauberi
- Soort Sphaerodactylus ladae
- Soort Sphaerodactylus lazelli
- Soort Sphaerodactylus leonardovaldesi
- Soort Sphaerodactylus leucaster
- Soort Sphaerodactylus levinsi
- Soort Sphaerodactylus lineolatus
- Soort Sphaerodactylus macrolepis
- Soort Sphaerodactylus mariguanae
- Soort Sphaerodactylus microlepis
- Soort Sphaerodactylus micropithecus
- Soort Sphaerodactylus millepunctatus
- Soort Sphaerodactylus molei
- Soort Sphaerodactylus monensis
- Soort Sphaerodactylus nicholsi
- Soort Sphaerodactylus nigropunctatus
- Soort Sphaerodactylus notatus
- Soort Sphaerodactylus nycteropus
- Soort Sphaerodactylus ocoae
- Soort Sphaerodactylus oliveri
- Soort Sphaerodactylus omoglaux
- Soort Sphaerodactylus oxyrhinus
- Soort Sphaerodactylus pacificus
- Soort Sphaerodactylus parkeri
- Soort Sphaerodactylus parthenopion
- Soort Sphaerodactylus parvus
- Soort Sphaerodactylus perissodactylius
- Soort Sphaerodactylus phyzacinus
- Soort Sphaerodactylus pimienta
- Soort Sphaerodactylus plummeri
- Soort Sphaerodactylus poindexteri
- Soort Sphaerodactylus ramsdeni
- Soort Sphaerodactylus randi
- Soort Sphaerodactylus rhabdotus
- Soort Sphaerodactylus richardi
- Soort Sphaerodactylus richardsonii
- Soort Sphaerodactylus roosevelti
- Soort Sphaerodactylus rosaurae
- Soort Sphaerodactylus ruibali
- Soort Sphaerodactylus sabanus
- Soort Sphaerodactylus samanensis
- Soort Sphaerodactylus savagei
- Soort Sphaerodactylus scaber
- Soort Sphaerodactylus scapularis
- Soort Sphaerodactylus schuberti
- Soort Sphaerodactylus schwartzi
- Soort Sphaerodactylus semasiops
- Soort Sphaerodactylus shrevei
- Soort Sphaerodactylus siboney
- Soort Sphaerodactylus sommeri
- Soort Sphaerodactylus sputator
- Soort Sphaerodactylus storeyae
- Soort Sphaerodactylus streptophorus
- Soort Sphaerodactylus thompsoni
- Soort Sphaerodactylus torrei
- Soort Sphaerodactylus townsendi
- Soort Sphaerodactylus underwoodi
- Soort Sphaerodactylus vincenti
- Soort Sphaerodactylus williamsi
- Soort Sphaerodactylus zygaena
- Soort Teratoscincus bedriagai
- Soort Teratoscincus keyserlingii
- Soort Teratoscincus mesriensis
- Soort Teratoscincus microlepis
- Soort Teratoscincus przewalskii
- Soort Teratoscincus roborowskii
- Soort Teratoscincus rustamowi
- Soort Teratoscincus scincus
- Soort Teratoscincus sistanense